# Dobje pri Planini
Dobje pri Planini je naselje na Kozjanskem, središče majhne občine Dobje. Po podatkih SURS šteje naselje 127 prebivalcev.

## O kraju
Naselje leži na nadmorski višini 550 do 600 m, na vzpetini na levem bregu Dobjanskega potoka. Svet je precej hribovit, na prisojnih straneh so travniki in skromne njive, osojne strani so gozdnate. Tla so ilovnata, ponekod peščena, brežine so podvržene plazenju. Prebivalstvo je kmečko, nekaj se ji vozi na delo v Celje, Šentjur in Štore. Vse bolj pa stremijo k eko-turizmu.
V kraju je bila šola že leta 1854, sedanja zgradba je iz leta 1896. V dolini ob regionalni cesti so pred kratkim zgradili novo šolsko poslopje.

## Znamenitosti

### Marijina cerkev
Marijina cerkev je prvič omenjena leta 1545. Od te je ohranjena ladja. Leta 1650 so prizidali zvonik in kostnico, ki so jo odstranili leta 1884. V prvi polovici 18. st. so zgradili zakristijo in prezbiterij, leta 1827 dvignili in obokali ladjo. Namesto stare zakristije so leta 1878 postavili današnjo in oratorij. Veliki oltar je delo krškega mojstra Antona Gaberiča (1762), Leopold Goetzl pa stranska oltarja (1842 in 1846). Laški kipar Janez Gregor Božič je leta 1720 izdelal oltar sv. Barbare, Janez Šubic pa leta 1879 prižnico.

### Kozjanska domačija
Kozjanska domačija je skupek stavb ohranjene oziroma obnovljene stavbne dediščine, ki stoji v bližini Dobjega. Sestavljajo jo lesena stavba s kamnito, delno vkopano kletjo, krita s slamo, originalno nastala okoli leta 1830, in je tipična za Kozjansko. Pritličje je zgrajeno iz bukovih in hrastovih brun, zunanjost je delno ometana in pobeljena. V bližini stojita še kozolec v katerem je nekaj starega kmečkega orodja in čebelnjak. Celovito obnovo sta financirali Evropska unija in Republika Slovenija. Hiša Repuš 13 je bila z odlokom o razglasitvi kulturnih in zgodovinskih spomenikov občine Šentjur pri Celju (Ur. l. RS št. 47/96) razglašena za etnološki spomenik.

## Znane osebnosti
- Jože Brilej - Bolko - diplomat, politik, veleposlanik, partizanski polkovnik, prvoborec, narodni heroj, revolucionar, odvetnik
- Marta Brilej (rojena Guček), slovenska partizanka in filantropinja